# Prinsesse Isabella (Schiff)
Die Prinsesse Isabella ist eine dänische Doppelendfähre.

## Beschreibung
Das Schiff wurde von OSK-ShipTech entworfen. Der Bauvertrag wurde am 18. März 2013 geschlossen. Die Baukosten wurden mit knapp unter 200 Millionen DKK angegeben. Das Schiff wurde unter der Baunummer 2872/1 auf der Werft Remontowa Shipbuilding in Danzig gebaut. Die Kiellegung fand am 30. August 2013, der Stapellauf am 27. März 2014 statt. Die Fertigstellung des Schiffes erfolgte am 9. Februar 2015.
Die Fähre wird seit März 2015 auf der Strecke Hou–Sælvig eingesetzt. Die Fahrzeit beträgt rund eine Stunde. Die Fähre der Reederei Samsø Rederi, die vom in Rønne auf Bornholm ansässigen Unternehmen Færgen bereedert wird, gilt als EU-weit erste innerstaatlich verkehrende Fähre mit LNG-Antrieb und fügt sich gut in das ökologische Profil der Insel Samsø ein, die ihren Energiebedarf weitgehend selbst und aus erneuerbaren Energien deckt. Das Schiff wird während der Liegezeit in Hou bebunkert. Für das Bunkern sind maximal 15 Minuten vorgesehen. In der Zeit können rund 12 m³ LNG gebunkert werden. Das für den Betrieb des Schiffes benötigte Flüssiggas – derzeit noch Flüssigerdgas – wird mit Tankwagen aus Rotterdam nach Hou transportiert. Für das System sind zwei Tankwagen im Einsatz: Einer steht am Anleger in Hou und dient als Tank für das Flüssigerdgas, während der zweite Lkw neuen Treibstoff aus Rotterdam holt. Mittelfristig soll das für den Antrieb der Fähre benötigte Flüssiggas vollständig aus Biogasanlagen auf der Insel stammen.
Die Fähre sollte ursprünglich Mitte September 2014 abgeliefert werden und ab Anfang Oktober 2014 die bis dahin auf der Strecke eingesetzte Kanhave ersetzen. Aufgrund von Problemen mit den Motoren verzögerte sich der Bau der Fähre jedoch, so dass vorübergehend die eingecharterte Fähre Ane Læsø die Strecke Hou–Sælvig bediente.
Das Schiff kam zunächst als Samsø in Fahrt. Am 6. Juni 2015 wurde es in Prinsesse Isabella umbenannt. Taufpatin war Prinzessin Isabella, die Tochter von Mary Elizabeth, Kronprinzessin von Dänemark.
Das Schiff wurde 2015 von Maritime Danmark als „Danish Ship of the Year“ ausgezeichnet.

## Technische Daten und Ausstattung
Für die Stromerzeugung stehen vier Wärtsilä-Generatorsätze (Typ: 6L20DF) zur Verfügung. Die Motoren können mit Flüssiggas oder Diesel betrieben werden. Für den Notbetrieb steht ein Scania-Dieselgenerator (Typ: DI9) mit 240 kW Leistung zur Verfügung. Die Propulsion erfolgt durch vier elektrisch angetriebene Schottel-Propellergondeln mit jeweils 850 kW Leistung. Der Gastank der Fähre fasst 40 m³, der Dieseltank 80 m³.
Um die Liegezeit im Hafen zu minimieren, ist das Schiff mit einem automatischen Festmacher-System ausgestattet. Be- und Entladung der Fähre erfolgt über je eine Rampe an den Enden des Schiffs, die sich jeweils hinter einer hydraulisch bewegten Klappe befinden. Für Fußgänger gibt es auf der Backbord- und Steuerbordseite einen Zugang. Für einen kompletten Umlauf im Hafen sind rund 15 Minuten vorgesehen.
Das Fahrzeugdeck befindet sich auf dem Hauptdeck des Schiffes. Die Aufbauten überspannen das Fahrzeugdeck im mittleren Teil des Schiffes, so dass das Fahrzeugdeck in diesem Bereich nach oben geschlossen ist. Auf der Backbord- und Steuerbordseite befindet sich je ein 55,8 Meter langes, höhenverstellbares Autodeck mit je zwei Fahrspuren, auf dem 62 Pkw Platz finden. Insgesamt stehen 690 Spurmeter für Fahrzeuge zur Verfügung, auf denen 160 Pkw befördert werden können. Auf dem Hauptdeck stehen 480 Spurmeter zur Verfügung. Das Schiff ist für 600 Passagiere zugelassen. Auf dem über dem Hauptdeck liegenden Passagierdeck befinden sich 405 Sitzplätze, weitere 195 Sitzplätze befinden sich auf dem offenen, vom Passagierdeck aus zugänglichen Sonnendeck.
Das Schiff ist mit zwei Marine Evacuation-Systemen für 600 Personen, drei Rettungsinseln für 150 Personen und einem Rettungsboot, das mit einem Davit ins Wasser gelassen werden kann, sowie Rettungswesten und -ringen ausgerüstet.
Der Rumpf des Schiffes ist eisverstärkt (Eisklasse „C“).